# William John Locke

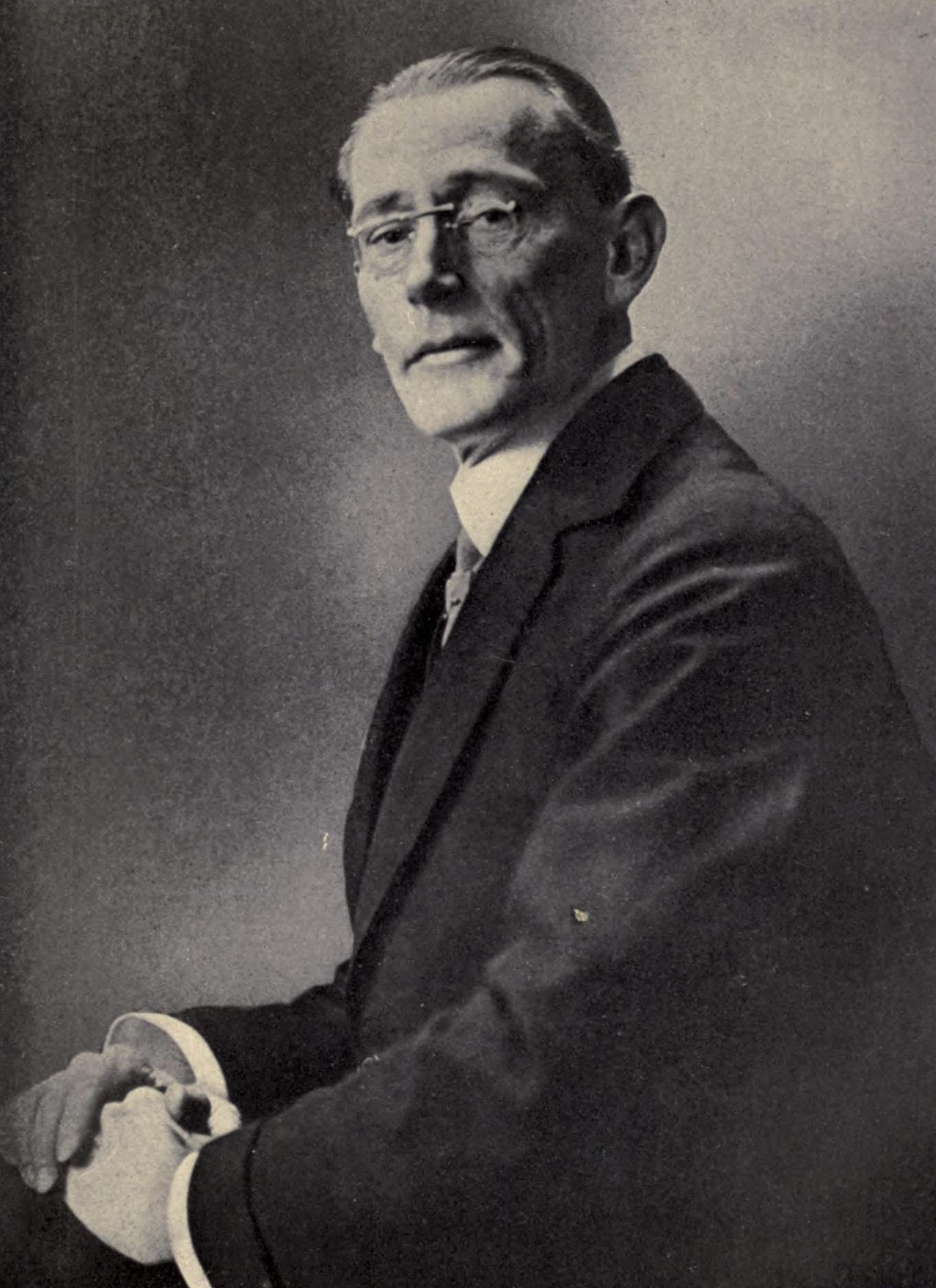
William John Locke

William John Locke (* 20. März 1863 in Demerara; † 15. Mai 1930 in Paris) war ein britischer Dramatiker und Erzähler, der durch seine Kurzgeschichten bekannt wurde.

## Leben
Williams Eltern – John Locke, Bankdirektor auf Barbados und dessen Ehefrau Sarah Elizabeth Locke, geborene Johns – waren Engländer. Im Jahr 1864 zog die Familie nach Trinidad und Tobago. 1866 wurde William zur Schulbildung nach England geschickt. 1875 kehrte der Junge zur Familie nach Trinidad zurück und besuchte mit seinem jüngeren Bruder das Queen's Royal College in Port of Spain. Ab 1881 wieder in England, studierte er an der University of Cambridge Mathematik, schloss die Studien 1884 als Master ab und unterrichtete 1889 am Oxford Military College sowie in Temple Cowley (Cowley (Oxfordshire)), 1890 am Clifton College in Bristol und von 1891 bis 1897 als Sprachlehrer am Glenalmond College. 1894 veröffentlichte er seinen ersten Roman: At the Gate of Samaria.
William Locke heiratete am 19. Mai 1911 Aimee Maxwell Close, geborene Heath.
Er verstarb in der Pariser Rue Marceline-Desbordes-Valmore an Krebs.

## Werk (Auswahl)
Deutschsprachige Ausgaben
- Carlotta. Stuttgart 1909 (Bde. 1 und 2: Übersetzerin: Pauline Klaiber. The Morals of Marcus Ordeyne (1905))
- Die lustigen Abenteuer des Aristide Pujol. Berlin 1926 (Übersetzerin: Gertrud Tiktin. The Joyous Adventures of Aristide Pujol (1912))
- Der große Pandolfo. Berlin 1926 (Übersetzer: Ludwig Goldscheider. The Great Pandolfo (1925))
- Die Geißel. Strandgut. Zwei Erzählungen  Berlin um 1927 (Übersetzerin: Gertrud Tiktin. The Scourge (1914))
- Diana auf der Jagd.  Leipzig 1934 (Übersetzerin: Lisa Hegner)
- Der Umweg zur Liebe. Leipzig 1934
- Die Liebe der Irene Merriam. Berlin um 1935 (Übersetzer: Hellmuth Wetzel (1893–1940). Idols (1911))
- Der geliebte Vagabund. Wien 1937 (The Beloved Vagabond (1906))

## Verfilmungen

### Aufführungen im deutschsprachigen Raum
- 1932 Verhaftung um Mitternacht (Originaltitel Strangers in Love, nach dem Roman The Shorn Lamb (1930)) mit  Fredric March und Kay Francis
- 2004 Der Duft von Lavendel (Originaltitel Ladies in Lavender nach der gleichnamigen Kurzgeschichte (1908)) mit Judi Dench und Maggie Smith

### Originale
- 1915, 1923, 1936 The Beloved Vagabond (nach dem gleichnamigen Roman (1906) und dem Stück (1908)). 1915 mit Edwin Arden (1864–1918)
- 1915, 1925 Simon, the Jester (nach dem gleichnamigen Roman (1910), 6. in der Liste der US-Bestsellerromane 1910). 1915 Regie: Edward José
- 1915, 1922 The Glory of Clementina (nach dem Roman The Glory of Clementina Wing (1911)). 1915 Regie: Ashley Miller (1867–1949)
- 1915, 1921, 1935 The Morals of Marcus (nach dem Roman The Morals of Marcus Ordeyne (1905) und dem Stück The Morals of Marcus). 1915 mit Marie Doro
- 1916 Jaffery (nach dem gleichnamigen Roman (1915), 6. in der Liste der US-Bestsellerromane 1915) mit C. Aubrey Smith
- 1916 Idols (nach dem gleichnamigen Roman (1911)). Regisseur: Webster Cullison (1880–1938)
- 1916 The Fortunate Youth (nach dem gleichnamigen Roman (1914), 5. in der Liste der US-Bestsellerromane 1914) mit John Merkyl, William W. Cohill (1882–1931) und John Smiley
- 1917 Where Love Is (nach dem gleichnamigen Roman (1903)) mit Ann Murdock (1890–1939)
- 1918, 1925, 1953 Stella Maris (nach dem gleichnamigen Roman (1913)). 1918 mit 	Mary Pickford
- 1918 Viviette (nach dem gleichnamigen Roman (1910)) mit Vivian Martin (1893–1987), Eugene Pallette und Harrison Ford
- 1919 The Usurper (nach dem gleichnamigen Roman (1901)) mit  Gertrude McCoy (1890–1967)
- 1920 The Song of the Soul (nach der Kurzgeschichte An Old-World Episode (1909)) mit Vivian Martin und Fritz Leiber senior
- 1920 The Joyous Adventures of Aristide Pujol (nach dem gleichnamigen Roman (1912)) mit  Kenelm Foss (1885–1963) und Barbara Everest
- 1920 The White Dove (nach dem gleichnamigen Roman (1900)) mit H. B. Warner und James O. Barrows (1855–1925)
- 1921 The Wonderful Year (nach dem gleichnamigen Roman (1916)) mit Randle Ayrton (1869–1940) und Mary Odette
- 1921 The Oath (nach dem Roman Idols (1911)) mit Miriam Cooper und Conway Tearle
- 1924 The Side Show of Life (nach dem Roman The Mountebank (1920)) mit Ernest Torrence und Neil Hamilton
- 1924 A Fool's Awakening (nach dem Roman The Tale of Triona (1922)) mit Ernest Torrence und Neil Hamilton
- 1925 The Coming of Amos (nach dem Roman The Coming of Amos (1924)) mit Rod La Rocque, Jetta Goudal und Noah Beery senior